# Академические свободы
Академи́ческие свобо́ды (университетская автономия) — принципы, согласно которым профессорско-преподавательскому составу и научным сотрудникам высших учебных заведений и научно-исследовательских организаций предоставляется право излагать учебный предмет по своему усмотрению, выбирать тему и методику для научных исследований, а студентам — получать знания согласно своим склонностям и потребностям. Академические свободы тесно связаны с автономией вузов, которую Европейская ассоциация университетов определяет в 4 сферах: организационной, финансовой, свободе подбора персонала и собственно академической автономии.
Академические свободы предполагают также академическую ответственность за создание оптимальных условий для свободного поиска истины, её свободного изложения и распространения.

## Характеристика
Международное объединение «Академия за академические свободы» сформулировало два основных принципа таких свобод:
1. Как внутри, так и за пределами учебного заведения или научно-исследовательской организации допускается полная свобода ставить любые вопросы и стремиться к истине, в том числе по поводу противоречивых и непопулярных взглядов, независимо от того, задевает или нет кого-либо та или иная точка зрения.
2. Учебные заведения и научно-исследовательские организации не имеют права ограничивать академические свободы для своих штатных сотрудников, а также использовать их публичные заявления в качестве повода для дисциплинарных мер или увольнения.

Однако на деле в большинстве европейских стран государство до сих пор регулирует академические свободы, поскольку университеты получают финансирование из бюджета, их работники являются госслужащими и подчиняются общему законодательству даже в таких сугубо внутренних вопросах, как выбор, назначение и отставка руководящих работников, время их полномочий и размер зарплаты. Большое влияние на решение стратегических вопросов вузов имеет длительность финансового цикла как в отношении целевых программ, так и предоставляемых грантов. Только в трёх европейских странах финансовый цикл вузов превышает один год, в 24 странах их деятельность планируется только на год.
В большинстве стран Европы университеты имеют право выбирать язык преподавания для всех бакалаврских программ. Во Франции преподавание ведётся только на национальном языке, в Бельгии (Фландрия) и Латвии количество программ, которые можно преподавать на иностранных языках, регулирует государство.

## Ограничения
Разумеется, академические свободы имеют свои пределы. В США в соответствии с «Заявлением о принципах академических свобод и академической карьеры» 1940 года, профессура ограничена в возможности распространять информацию, не имеющую отношения к её профессиональной деятельности. В своих публичных выступлениях допускается выражать личное мнение без оглядки на позицию руководства, но следует при этом оговаривать, что выступающий делает заявление от собственного имени, а не от имени своего учреждения. Академическая карьера также должна зависеть исключительно от профессиональной состоятельности, и увольнение может быть связано либо с некомпетентностью, либо с неблаговидным поведением, вызывающим протест со стороны всего профессорско-преподавательского состава.

## Академические свободы для профессуры
Концепция академических свобод (Lehrfreiheit в Германии) — неотъемлемая часть академической культуры в Германии, Франции, Великобритании и США. Во всех этих странах профессорско-преподавательский состав может проводить научные исследования и публиковать их результаты без каких-либо ограничений, но в отношении преподавания имеются некоторые национальные особенности.

### В Германии
Свобода обучения (нем. Freiheit des Studiums): в рамках установленных правил студенты могут свободно выбирать, какие курсы они будут посещать и в ряде случаев дату сдачи экзамена. В рамках курса допускается установить свой собственный фокус (специализацию).
Данные свободы частично ограничены правилами обучения и обязательными графиками, которые, особенно в первых семестрах, предписывают обучение основам предмета и, таким образом, гарантируют, что все студенты будут опираться на прочную основу навыков и знаний в дальнейшем курсе обучения. Иногда эти ограничения критикуются; это относится, в частности, к бакалавриату и государственным экзаменационным курсам. Обучение, ориентированное на рынок труда, может также усилить структуру курса.
Студенты могут выработать собственное научное мнение и также должны выразить его. Если это противоречит доктрине, это возможность практиковать искусство рассуждения.
По немецкой академической традиции профессура может пропагандировать среди студентов свою личную точку зрения и философские взгляды. Тем не менее, за пределами учебного заведения распространение своих взглядов нежелательно или даже запрещено. В преподавательской деятельности профессор ничем не ограничен и не связан никакой официально утверждённой программой или расписанием.

### Во Франции
Как и все государственные служащие, профессор учебного заведения или научный сотрудник научно-исследовательской лаборатории должен придерживаться нейтральной точки зрения и во время исполнения своих служебных обязанностей и не обнаруживать никаких политических или религиозных взглядов. Однако академическая свобода университетского профессора подтверждена законом и Конституционным советом Франции: «научно-исследовательский и профессорско-преподавательский штат (университетские профессора и их ассистенты) в ходе своей исследовательской и преподавательской деятельности полностью независимы и пользуются свободой слова с тем условием, что они уважают университетские традиции, требования закона, принципы толерантности и объективности». Продвижение по служебной лестнице во Франции в основном требует прежде всего рецензирования и не сводится к обычным административным решениям.

### В США
В Соединенных Штатах основные принципы академических свобод изложены в «Заявлении о принципах академических свобод и академической карьеры» 1940 г., совместно принятом «Американской ассоциацией университетских профессоров» и «Ассоциацией американских колледжей» (теперь «Американская ассоциация колледжей и университетов»). Согласно этим принципам, «Профессорско-преподавательский состав в ходе выполнения своих обязанностей пользуется свободой выражения своих взглядов на предмет». «Заявление» разрешает администрации накладывать «ограничения на академические свободы по религиозным и иным вопросам», что должно быть ясно указано в письменном виде во время приема на работу. За выполнением данного соглашения следят шесть региональных уполномоченных, работающих во всех колледжах и университетах США, включая частные и религиозные учебные заведения. Все выявленные случаи нарушений подлежат огласке в средствах массовой информации.

### В России
Ни в Российской империи, ни в СССР академические свободы не получили распространения. В частности, Московский университет, открытый в 1755 г., получил автономию лишь в 1804 г., но уже в правление царя Николая I она была отменена. В советское время всеми университетами управляло государство, а преподавание и научные исследования подвергались строгому идеологическому контролю на соответствие марксистско-ленинской доктрине.
Отсутствие академических свобод считается одной из причин судьбы биологической науки в Советской России. Один из видных советских биологов Т. Д. Лысенко получил неограниченную поддержку государственного аппарата благодаря отрицанию достижений западной науки. Он предложил отказаться от отвлечённых генетических исследований на плодовой мушке дрозофиле и сосредоточить усилия советских учёных на сельском хозяйстве. В середине XX века, когда на Западе была установлена роль ДНК как носителя генетической информации (см. статью История биологии), в советской науке господствовало учение, которое Т. Д. Лысенко назвал в честь русского селекционера И. В. Мичурина, а в наше время известное как лысенковщина. Под нажимом Т. Д. Лысенко и его последователей учёные, которых они считали носителями опасных идей, были репрессированы. Учение Т. Д. Лысенко было применено в сельском хозяйстве СССР и Китая. Результатом был значительный материальный ущерб и голод, из-за которого только в Китае, по некоторым оценкам, погибло около 30 млн человек.
В постсоветской России в соответствии с требованиями ООН академические свободы были гарантированы конституцией и подтверждены федеральным законом «О высшем и послевузовском профессиональном образовании» 1996 г. Тем не менее, дискуссии о взаимоотношениях университетов и государства продолжаются до сих пор.

## Академические свободы для университетов и колледжей
Характерной особенностью английского университета является его свобода в приеме на работу профессорско-преподавательского состава, установлении стандартов обучения и правил приема студентов. Этот набор принципов называют институциональной автономией, и он отличается от тех свобод, которые учебное заведение дает студентам и преподавателям
В США смысл термина академическая свобода университета определён Верховным судом и означает, что университет «сам определяет, кто имеет право на преподавание и на обучение, как следует преподавать и как организовать приём студентов». В 2008 г. федеральный суд штата Виргиния постановил, что профессура не должна иметь особых академических свобод, и все академические свободы принадлежат только учебному заведению как учреждению. Судья, ссылаясь на ранее принятые судебные решения, утверждал, что «нет такого конституционного права на академическую свободу, которое могло бы запретить руководству (университета) изменить оценку, данную (профессором) одному из своих студентов». Однако суд заявил, что следует различать случаи, когда администрация принуждает преподавателя изменить оценку (что явно нарушает закон) и когда она учреждает апелляционную комиссию, которая может изменить оценку по итогам апелляции со стороны студента. Это решение американской академической общественностью считается важным прецедентом.